# Paratropidoderus spinosus
Paratropidoderus spinosus är en insektsart som beskrevs av Brock och Jack W. Hasenpusch 2007. Paratropidoderus spinosus ingår i släktet Paratropidoderus och familjen Phasmatidae. Inga underarter finns listade i Catalogue of Life.